# ITIH1
El inhibidor de Inter-Alfa-tripsina de cadena pesada H1 es una proteína que en los humanos está codificada por el gen ITIH1 .